# Interlands Oekraïens voetbalelftal 1992-1999
Deze pagina toont een chronologisch en gedetailleerd overzicht van de interlands die het Oekraïens voetbalelftal speelde in de periode 1992 – 1999 na de ontmanteling van de Sovjet-Unie als eenheidsstaat.

## Interlands

### 1992
|                                                                     |                 |       |                                                                |                                                                                     |
| 29 april Vriendschappelijk № 1 «onderlinge duels» 17:00 uur (UTC+3) | Oekraïne        | 1 – 3 | Hongarije                                                      | Avanhard Stadion, Oezjhorod Toeschouwers: 11.000 Scheidsrechter: Vadzim Zjoek (BLR) |
| 29 april Vriendschappelijk № 1 «onderlinge duels» 17:00 uur (UTC+3) | Ivan Hetsko 90' |       | 61' István Sallói 68' József Kiprich 84' (pen.) József Kiprich | Avanhard Stadion, Oezjhorod Toeschouwers: 11.000 Scheidsrechter: Vadzim Zjoek (BLR) |

|                                                                    |                  |       |          |                                                                                          |
| 27 juni Vriendschappelijk № 2 «onderlinge duels» 17:00 uur (UTC−4) | Verenigde Staten | 0 – 0 | Oekraïne | Rutgers Stadium, Piscataway Toeschouwers: 11.816 Scheidsrechter: Michael Caulfield (IRL) |
| 27 juni Vriendschappelijk № 2 «onderlinge duels» 17:00 uur (UTC−4) |                  |       |          | Rutgers Stadium, Piscataway Toeschouwers: 11.816 Scheidsrechter: Michael Caulfield (IRL) |

|                                                                        |                                  |       |                     |                                                                                              |
| 26 augustus Vriendschappelijk № 3 «onderlinge duels» 16:30 uur (UTC+2) | Hongarije                        | 2 – 1 | Oekraïne            | Sóstói Városi Stadion, Nyíregyháza Toeschouwers: 8.000 Scheidsrechter: Octavian Streng (ROU) |
| 26 augustus Vriendschappelijk № 3 «onderlinge duels» 16:30 uur (UTC+2) | Kálmán Kovács 81' Tibor Nagy 90' |       | 38' Yuriy Hudymenko | Sóstói Városi Stadion, Nyíregyháza Toeschouwers: 8.000 Scheidsrechter: Octavian Streng (ROU) |

|                                                                       |                       |       |                    |                                                                                |
| 28 oktober Vriendschappelijk № 4 «onderlinge duels» 17:30 uur (UTC+2) | Wit-Rusland           | 1 – 1 | Oekraïne           | Dinamostadion, Minsk Toeschouwers: 10.000 Scheidsrechter: Aleksey Spirin (RUS) |
| 28 oktober Vriendschappelijk № 4 «onderlinge duels» 17:30 uur (UTC+2) | Syarhey Gotsmanaw 49' |       | 78' Yuriy Maksymov | Dinamostadion, Minsk Toeschouwers: 10.000 Scheidsrechter: Aleksey Spirin (RUS) |

### 1993
|                                                                     |                      |       |                  |                                                                                         |
| 27 april Vriendschappelijk № 5 «onderlinge duels» 18:00 uur (UTC+3) | Oekraïne             | 1 – 1 | Israël           | Tsjornomoretsstadion, Odessa Toeschouwers: 8.200 Scheidsrechter: Nikolaj Levnikov (RUS) |
| 27 april Vriendschappelijk № 5 «onderlinge duels» 18:00 uur (UTC+3) | Serhiy Konovalov 78' |       | 55' Ronen Harazi | Tsjornomoretsstadion, Odessa Toeschouwers: 8.200 Scheidsrechter: Nikolaj Levnikov (RUS) |

|                                                                   |                      |       |                                            |                                                                                        |
| 18 mei Vriendschappelijk № 6 «onderlinge duels» 18:30 uur (UTC+3) | Litouwen             | 1 – 2 | Oekraïne                                   | Žalgirisstadion, Vilnius Toeschouwers: 11.000 Scheidsrechter: Algirdas Dubinskas (LTU) |
| 18 mei Vriendschappelijk № 6 «onderlinge duels» 18:30 uur (UTC+3) | Ričardas Zdančius 4' |       | 18' Viktor Leonenko 22' Dmytro Mykhaylenko | Žalgirisstadion, Vilnius Toeschouwers: 11.000 Scheidsrechter: Algirdas Dubinskas (LTU) |

|                                                                    |                                                       |       |                  |                                                                                 |
| 25 juni Vriendschappelijk № 7 «onderlinge duels» 20:15 uur (UTC+2) | Kroatië                                               | 3 – 1 | Oekraïne         | Maksimirstadion, Zagreb Toeschouwers: 26.070 Scheidsrechter: Darko Jamšek (SLO) |
| 25 juni Vriendschappelijk № 7 «onderlinge duels» 20:15 uur (UTC+2) | Davor Šuker 13' Željko Adžić 47' Miroslav Bičanić 83' |       | 57' Andriy Husin | Maksimirstadion, Zagreb Toeschouwers: 26.070 Scheidsrechter: Darko Jamšek (SLO) |

|                                                                       |                  |       |                                         |                                                                                       |
| 16 oktober Vriendschappelijk № 8 «onderlinge duels» 14:00 uur (UTC−4) | Verenigde Staten | 1 – 2 | Oekraïne                                | A.J. Simeon Stadium, High Point Toeschouwers: 4.298 Scheidsrechter: Hélder Dias (USA) |
| 16 oktober Vriendschappelijk № 8 «onderlinge duels» 14:00 uur (UTC−4) | Hugo Pérez 26'   |       | 41' Viktor Leonenko 43' Viktor Leonenko | A.J. Simeon Stadium, High Point Toeschouwers: 4.298 Scheidsrechter: Hélder Dias (USA) |

|                                                                       |                                               |       |                               |                                                                                       |
| 20 oktober Vriendschappelijk № 9 «onderlinge duels» 20:00 uur (UTC−7) | Mexico                                        | 2 – 1 | Oekraïne                      | Jack Murphy Stadium, San Diego Toeschouwers: 53.829 Scheidsrechter: Hélder Dias (USA) |
| 20 oktober Vriendschappelijk № 9 «onderlinge duels» 20:00 uur (UTC−7) | Luis Miguel Salvador 47' Benjamín Galindo 35' |       | 33' (e.d.) Luis Roberto Alves | Jack Murphy Stadium, San Diego Toeschouwers: 53.829 Scheidsrechter: Hélder Dias (USA) |

|                                                                        |                  |                  |          |                                                                                    |
| 23 oktober Vriendschappelijk № 10 «onderlinge duels» 14:00 uur (UTC−4) | Verenigde Staten | 0 – 1            | Oekraïne | Goodman Stadium, Bethlehem Toeschouwers: 7.896 Scheidsrechter: Jack d'Aquila (USA) |
| 23 oktober Vriendschappelijk № 10 «onderlinge duels» 14:00 uur (UTC−4) |                  | 36' Serhiy Popov |          | Goodman Stadium, Bethlehem Toeschouwers: 7.896 Scheidsrechter: Jack d'Aquila (USA) |

### 1994
|                                                                      |                      |       |          |                                                                                    |
| 16 maart Vriendschappelijk № 11 «onderlinge duels» 15:00 uur (UTC+2) | Israël               | 1 – 0 | Oekraïne | Kiryat Eliezerstadion, Haifa Toeschouwers: 4.000 Scheidsrechter: Daud Suheil (ISR) |
| 16 maart Vriendschappelijk № 11 «onderlinge duels» 15:00 uur (UTC+2) | Tal Banin 40' (pen.) |       |          | Kiryat Eliezerstadion, Haifa Toeschouwers: 4.000 Scheidsrechter: Daud Suheil (ISR) |

|                                                                    |                                                                       |       |                           |                                                                                     |
| 25 mei Vriendschappelijk № 12 «onderlinge duels» 19:00 uur (UTC+3) | Oekraïne                                                              | 3 – 1 | Wit-Rusland               | NSK Olimpiejsky, Kiev Toeschouwers: 12.000 Scheidsrechter: Kostyantyn Panchyk (UKR) |
| 25 mei Vriendschappelijk № 12 «onderlinge duels» 19:00 uur (UTC+3) | Viktor Leonenko 62' Serhiy Bezhenar 65' (pen.) Dmytro Mykhaylenko 82' |       | 45' Valyantsin Byalkevich | NSK Olimpiejsky, Kiev Toeschouwers: 12.000 Scheidsrechter: Kostyantyn Panchyk (UKR) |

|                                                                    |                   |       |               |                                                                                       |
| 3 juni Vriendschappelijk № 13 «onderlinge duels» 19:00 uur (UTC+3) | Bulgarije         | 1 – 1 | Oekraïne      | Vasil Levskistadion, Kiev Toeschouwers: 12.000 Scheidsrechter: Adrian Porumboiu (ROU) |
| 3 juni Vriendschappelijk № 13 «onderlinge duels» 19:00 uur (UTC+3) | Nasko Sirakov 18' |       | 55' Yuriy Sak | Vasil Levskistadion, Kiev Toeschouwers: 12.000 Scheidsrechter: Adrian Porumboiu (ROU) |

|                                                       |                |       |                  |                                                                                              |
| 26 augustus Vriendschappelijk № 14 «onderlinge duels» | V.A.E.         | 1 – 1 | Oekraïne         | Fußballplätze Brandstätt, Grassau Toeschouwers: 1.000 Scheidsrechter: Hermann Albrecht (GER) |
| 26 augustus Vriendschappelijk № 14 «onderlinge duels» | Bahid Saad 45' |       | 90' Borys Finkel | Fußballplätze Brandstätt, Grassau Toeschouwers: 1.000 Scheidsrechter: Hermann Albrecht (GER) |

|                                                                            |          |                                                |          |                                                                              |
| 7 september EK 1996 kwalificatie № 15 «onderlinge duels» 19:00 uur (UTC+3) | Oekraïne | 0 – 2                                          | Litouwen | NSK Olimpiejsky, Kiev Toeschouwers: 20.000 Scheidsrechter: Bo Karlsson (SWE) |
| 7 september EK 1996 kwalificatie № 15 «onderlinge duels» 19:00 uur (UTC+3) |          | 53' Valdas Ivanauskas 61' Aurelijus Skarbalius |          | NSK Olimpiejsky, Kiev Toeschouwers: 20.000 Scheidsrechter: Bo Karlsson (SWE) |

|                                                                          |                          |       |          |                                                                                      |
| 11 september Vriendschappelijk № 16 «onderlinge duels» 17:00 uur (UTC+9) | Zuid-Korea               | 1 – 0 | Oekraïne | Gangneungstadion, Gangneung Toeschouwers: 15.231 Scheidsrechter: Kim Young-Joo (KOR) |
| 11 september Vriendschappelijk № 16 «onderlinge duels» 17:00 uur (UTC+9) | Hong Myung-bo 77' (pen.) |       |          | Gangneungstadion, Gangneung Toeschouwers: 15.231 Scheidsrechter: Kim Young-Joo (KOR) |

|                                                                          |                                    |       |          |                                                                                  |
| 13 september Vriendschappelijk № 17 «onderlinge duels» 19:10 uur (UTC+9) | Zuid-Korea                         | 2 – 0 | Oekraïne | Dongdaemunstadion, Seoel Toeschouwers: 15.751 Scheidsrechter: Han Nam-Shik (KOR) |
| 13 september Vriendschappelijk № 17 «onderlinge duels» 19:10 uur (UTC+9) | Kim Do-Hoon 64' Hwang Sun-hong 85' |       |          | Dongdaemunstadion, Seoel Toeschouwers: 15.751 Scheidsrechter: Han Nam-Shik (KOR) |

|                                                                           |          |       |          |                                                                               |
| 12 oktober EK 1996 kwalificatie № 18 «onderlinge duels» 19:00 uur (UTC+2) | Oekraïne | 0 – 0 | Slovenië | NSK Olimpiejsky, Kiev Toeschouwers: 8.500 Scheidsrechter: Atanas Uzunov (BUL) |
| 12 oktober EK 1996 kwalificatie № 18 «onderlinge duels» 19:00 uur (UTC+2) |          |       |          | NSK Olimpiejsky, Kiev Toeschouwers: 8.500 Scheidsrechter: Atanas Uzunov (BUL) |

|                                                                            |                                                                 |       |         |                                                                                |
| 13 november EK 1996 kwalificatie № 19 «onderlinge duels» 17:00 uur (UTC+2) | Oekraïne                                                        | 3 – 0 | Estland | NSK Olimpiejsky, Kiev Toeschouwers: 7.000 Scheidsrechter: Léon Schelings (BEL) |
| 13 november EK 1996 kwalificatie № 19 «onderlinge duels» 17:00 uur (UTC+2) | Serhiy Bezhenar 32' Urmas Kirs 45' (e.d.) Timerlan Huseinov 72' |       |         | NSK Olimpiejsky, Kiev Toeschouwers: 7.000 Scheidsrechter: Léon Schelings (BEL) |

### 1995
|                                                                         |                                                                                 |       |          |                                                                                      |
| 25 maart EK 1996 kwalificatie № 20 «onderlinge duels» 20:15 uur (UTC+1) | Kroatië                                                                         | 4 – 0 | Oekraïne | Maksimirstadion, Zagreb Toeschouwers: 25.000 Scheidsrechter: Hans-Jürgen Weber (GER) |
| 25 maart EK 1996 kwalificatie № 20 «onderlinge duels» 20:15 uur (UTC+1) | Zvonimir Boban 13' Davor Šuker 21' Robert Prosinečki 70' (pen.) Davor Šuker 79' |       |          | Maksimirstadion, Zagreb Toeschouwers: 25.000 Scheidsrechter: Hans-Jürgen Weber (GER) |

|                                                                         |          |                                          |        |                                                                              |
| 29 maart EK 1996 kwalificatie № 21 «onderlinge duels» 21:30 uur (UTC+3) | Oekraïne | 0 – 2                                    | Italië | NSK Olimpiejsky, Kiev Toeschouwers: 22.000 Scheidsrechter: Sándor Puhl (HUN) |
| 29 maart EK 1996 kwalificatie № 21 «onderlinge duels» 21:30 uur (UTC+3) |          | 11' Attilio Lombardo 37' Gianfranco Zola |        | NSK Olimpiejsky, Kiev Toeschouwers: 22.000 Scheidsrechter: Sándor Puhl (HUN) |

|                                                                         |         |                       |          |                                                                                 |
| 26 april EK 1996 kwalificatie № 22 «onderlinge duels» 18:00 uur (UTC+3) | Estland | 0 – 1                 | Oekraïne | Kadriorustadion, Tallinn Toeschouwers: 1.700 Scheidsrechter: Tore Hollung (NOR) |
| 26 april EK 1996 kwalificatie № 22 «onderlinge duels» 18:00 uur (UTC+3) |         | 17' Timerlan Huseinov |          | Kadriorustadion, Tallinn Toeschouwers: 1.700 Scheidsrechter: Tore Hollung (NOR) |

|                                                                        |                        |       |         |                                                                                    |
| 11 juni EK 1996 kwalificatie № 23 «onderlinge duels» 19:00 uur (UTC+3) | Oekraïne               | 1 – 0 | Kroatië | NSK Olimpiejsky, Kiev Toeschouwers: 8.000 Scheidsrechter: Kurt Röthlisberger (SUI) |
| 11 juni EK 1996 kwalificatie № 23 «onderlinge duels» 19:00 uur (UTC+3) | Yuriy Kalytvyntsev 13' |       |         | NSK Olimpiejsky, Kiev Toeschouwers: 8.000 Scheidsrechter: Kurt Röthlisberger (SUI) |

|                                                                            |                          |       |                                                              |                                                                                   |
| 6 september EK 1996 kwalificatie № 24 «onderlinge duels» 18:30 uur (UTC+3) | Litouwen                 | 1 – 3 | Oekraïne                                                     | Žalgirisstadion, Vilnius Toeschouwers: 5.000 Scheidsrechter: Brendan Shorte (IRL) |
| 6 september EK 1996 kwalificatie № 24 «onderlinge duels» 18:30 uur (UTC+3) | Darius Maciulevičius 15' |       | 66' Tymerlan Huseynov 70' Tymerlan Huseynov 83' Andriy Husin | Žalgirisstadion, Vilnius Toeschouwers: 5.000 Scheidsrechter: Brendan Shorte (IRL) |

|                                                                           |                                                    |       |                                           |                                                                                             |
| 11 oktober EK 1996 kwalificatie № 25 «onderlinge duels» 18:00 uur (UTC+1) | Slovenië                                           | 3 – 2 | Oekraïne                                  | Bežigradstadion, Ljubljana Toeschouwers: 2.750 Scheidsrechter: Juan Antonio Fernández (ESP) |
| 11 oktober EK 1996 kwalificatie № 25 «onderlinge duels» 18:00 uur (UTC+1) | Sašo Udovič 53' Zlatko Zahovič 73' Sašo Udovič 90' |       | 24' Viktor Skrypnyk 44' Tymerlan Huseynov | Bežigradstadion, Ljubljana Toeschouwers: 2.750 Scheidsrechter: Juan Antonio Fernández (ESP) |

|                                                                            |                                                                 |       |                    |                                                                                       |
| 11 november EK 1996 kwalificatie № 26 «onderlinge duels» 20:30 uur (UTC+1) | Italië                                                          | 3 – 1 | Oekraïne           | Stadio San Nicola, Bari Toeschouwers: 43.999 Scheidsrechter: Serge Muhmenthaler (SUI) |
| 11 november EK 1996 kwalificatie № 26 «onderlinge duels» 20:30 uur (UTC+1) | Fabrizio Ravanelli 21' Fabrizio Ravanelli 49' Paolo Maldini 54' |       | 16' Andriy Polunin | Stadio San Nicola, Bari Toeschouwers: 43.999 Scheidsrechter: Serge Muhmenthaler (SUI) |

### 1996
|                                                                     |                                            |       |                                             |                                                                                       |
| 9 april Vriendschappelijk № 27 «onderlinge duels» 17:00 uur (UTC+3) | Moldavië                                   | 2 – 2 | Oekraïne                                    | Stadionul Republican, Chisinau Toeschouwers: 7.000 Scheidsrechter: Vadzim Zjoek (BLR) |
| 9 april Vriendschappelijk № 27 «onderlinge duels» 17:00 uur (UTC+3) | Ion Testimețanu 72' Alexandru Popovici 84' |       | 49' Tymerlan Huseynov 66' Tymerlan Huseynov | Stadionul Republican, Chisinau Toeschouwers: 7.000 Scheidsrechter: Vadzim Zjoek (BLR) |

|                                                                   |                                                    |       |                                              |                                                                                               |
| 1 mei Vriendschappelijk № 28 «onderlinge duels» 20:00 uur (UTC+3) | Turkije                                            | 3 – 2 | Oekraïne                                     | Samsun 19 mei-stadion (1975), Samsun Toeschouwers: 18.000 Scheidsrechter: Otar Guntadze (GEO) |
| 1 mei Vriendschappelijk № 28 «onderlinge duels» 20:00 uur (UTC+3) | Hakan Şükür 8' Faruk Yiğit 14' Tugay Kerimoğlu 33' |       | 10' Andrij Sjevtsjenko 34' Tymerlan Huseynov | Samsun 19 mei-stadion (1975), Samsun Toeschouwers: 18.000 Scheidsrechter: Otar Guntadze (GEO) |

|                                                                         |                                                                                                   |       |                                         |                                                                                 |
| 13 augustus Vriendschappelijk № 29 «onderlinge duels» 19:00 uur (UTC+3) | Oekraïne                                                                                          | 5 – 2 | Litouwen                                | NSK Olimpiejsky, Kiev Toeschouwers: 3.000 Scheidsrechter: Ladislav Gádoši (SVK) |
| 13 augustus Vriendschappelijk № 29 «onderlinge duels» 19:00 uur (UTC+3) | Viktor Leonenko 45' Viktor Skrypnyk 63' Viktor Leonenko 66' Yuriy Maksymov 79' Yuriy Maksymov 83' |       | 26' Darius Gvildys 78' Eimantas Poderis | NSK Olimpiejsky, Kiev Toeschouwers: 3.000 Scheidsrechter: Ladislav Gádoši (SVK) |

|                                                                            |               |                   |          |                                                                            |
| 31 augustus WK 1998 kwalificatie № 30 «onderlinge duels» 15:00 uur (UTC+1) | Noord-Ierland | 0 – 1             | Oekraïne | Windsor Park, Belfast Toeschouwers: 9.358 Scheidsrechter: Alain Sars (FRA) |
| 31 augustus WK 1998 kwalificatie № 30 «onderlinge duels» 15:00 uur (UTC+1) |               | 79' Serhij Rebrov |          | Windsor Park, Belfast Toeschouwers: 9.358 Scheidsrechter: Alain Sars (FRA) |

|                                                                          |                                    |       |                       |                                                                                     |
| 5 oktober WK 1998 kwalificatie № 31 «onderlinge duels» 20:00 uur (UTC+3) | Oekraïne                           | 2 – 1 | Portugal              | NSK Olimpiejsky, Kiev Toeschouwers: 51.385 Scheidsrechter: Kim Milton Nielsen (DEN) |
| 5 oktober WK 1998 kwalificatie № 31 «onderlinge duels» 20:00 uur (UTC+3) | Serhiy Popov 4' Yuriy Maksymov 88' |       | 83' João Vieira Pinto | NSK Olimpiejsky, Kiev Toeschouwers: 51.385 Scheidsrechter: Kim Milton Nielsen (DEN) |

|                                                                         |                    |       |          |                                                                                  |
| 9 november WK 1998 kwalificatie № 32 «onderlinge duels» 20:45 uur (UTC) | Portugal           | 1 – 0 | Oekraïne | Estádio das Antas, Porto Toeschouwers: 19.106 Scheidsrechter: Leif Sundell (SWE) |
| 9 november WK 1998 kwalificatie № 32 «onderlinge duels» 20:45 uur (UTC) | Fernando Couto 58' |       |          | Estádio das Antas, Porto Toeschouwers: 19.106 Scheidsrechter: Leif Sundell (SWE) |

### 1997
|                                                                      |                   |       |          |                                                                                 |
| 23 maart Vriendschappelijk № 33 «onderlinge duels» 16:00 uur (UTC+2) | Oekraïne          | 1 – 0 | Moldavië | NSK Olimpiejsky, Kiev Toeschouwers: 2.500 Scheidsrechter: Robert Sedlacek (AUT) |
| 23 maart Vriendschappelijk № 33 «onderlinge duels» 16:00 uur (UTC+2) | Serhij Rebrov 56' |       |          | NSK Olimpiejsky, Kiev Toeschouwers: 2.500 Scheidsrechter: Robert Sedlacek (AUT) |

|                                                                         |         |                   |          |                                                                                              |
| 29 maart WK 1998 kwalificatie № 34 «onderlinge duels» 18:00 uur (UTC+1) | Albanië | 0 – 1             | Oekraïne | Estadio Nuevo Los Cármenes, Granada Toeschouwers: 9.395 Scheidsrechter: John McDermott (IRL) |
| 29 maart WK 1998 kwalificatie № 34 «onderlinge duels» 18:00 uur (UTC+1) |         | 40' Serhij Rebrov |          | Estadio Nuevo Los Cármenes, Granada Toeschouwers: 9.395 Scheidsrechter: John McDermott (IRL) |

|                                                                        |                                             |       |                       |                                                                                |
| 2 april WK 1998 kwalificatie № 35 «onderlinge duels» 18:00 uur (UTC+3) | Oekraïne                                    | 2 – 1 | Noord-Ierland         | NSK Olimpiejsky, Kiev Toeschouwers: 85.000 Scheidsrechter: Václav Krondl (CZE) |
| 2 april WK 1998 kwalificatie № 35 «onderlinge duels» 18:00 uur (UTC+3) | Vitaliy Kosovskyi 3' Andrij Sjevtsjenko 71' |       | 14' (pen.) Iain Dowie | NSK Olimpiejsky, Kiev Toeschouwers: 85.000 Scheidsrechter: Václav Krondl (CZE) |

|                                                                         |                                      |       |          |                                                                              |
| 30 april WK 1998 kwalificatie № 36 «onderlinge duels» 19:30 uur (UTC+2) | Duitsland                            | 2 – 0 | Oekraïne | Weserstadion, Bremen Toeschouwers: 33.242 Scheidsrechter: Anders Frisk (SWE) |
| 30 april WK 1998 kwalificatie № 36 «onderlinge duels» 19:30 uur (UTC+2) | Oliver Bierhoff 62' Mario Basler 72' |       |          | Weserstadion, Bremen Toeschouwers: 33.242 Scheidsrechter: Anders Frisk (SWE) |

|                                                                      |                       |       |                      |                                                                                |
| 7 mei WK 1998 kwalificatie № 37 «onderlinge duels» 19:00 uur (UTC+3) | Oekraïne              | 1 – 1 | Armenië              | NSK Olimpiejsky, Kiev Toeschouwers: 47.000 Scheidsrechter: Atanas Uzunov (BUL) |
| 7 mei WK 1998 kwalificatie № 37 «onderlinge duels» 19:00 uur (UTC+3) | Andrij Sjevtsjenko 6' |       | 75' Arthur Petrosyan | NSK Olimpiejsky, Kiev Toeschouwers: 47.000 Scheidsrechter: Atanas Uzunov (BUL) |

|                                                                       |          |       |           |                                                                                |
| 7 juni WK 1998 kwalificatie № 38 «onderlinge duels» 21:30 uur (UTC+3) | Oekraïne | 0 – 0 | Duitsland | NSK Olimpiejsky, Kiev Toeschouwers: 63.000 Scheidsrechter: László Vágner (HUN) |
| 7 juni WK 1998 kwalificatie № 38 «onderlinge duels» 21:30 uur (UTC+3) |          |       |           | NSK Olimpiejsky, Kiev Toeschouwers: 63.000 Scheidsrechter: László Vágner (HUN) |

|                                                                            |                   |       |         |                                                                               |
| 20 augustus WK 1998 kwalificatie № 39 «onderlinge duels» 19:00 uur (UTC+3) | Oekraïne          | 1 – 0 | Albanië | NSK Olimpiejsky, Kiev Toeschouwers: 38.000 Scheidsrechter: Ľuboš Micheľ (SVK) |
| 20 augustus WK 1998 kwalificatie № 39 «onderlinge duels» 19:00 uur (UTC+3) | Serhij Rebrov 87' |       |         | NSK Olimpiejsky, Kiev Toeschouwers: 38.000 Scheidsrechter: Ľuboš Micheľ (SVK) |

|                                                                           |         |                                           |          |                                                                             |
| 11 oktober WK 1998 kwalificatie № 40 «onderlinge duels» 20:30 uur (UTC+4) | Armenië | 0 – 2                                     | Oekraïne | Hrazdan, Jerevan Toeschouwers: 7.500 Scheidsrechter: Manuel Díaz Vega (ESP) |
| 11 oktober WK 1998 kwalificatie № 40 «onderlinge duels» 20:30 uur (UTC+4) |         | 34' Andrij Sjevtsjenko 56' Yuriy Maksymov |          | Hrazdan, Jerevan Toeschouwers: 7.500 Scheidsrechter: Manuel Díaz Vega (ESP) |

|                                                                                    |                                    |       |          |                                                                               |
| 29 oktober WK 1998 kwalificatie Play-off № 41 «onderlinge duels» 18:00 uur (UTC+1) | Kroatië                            | 2 – 0 | Oekraïne | Maksimirstadion, Zagreb Toeschouwers: 28.000 Scheidsrechter: Alain Sars (FRA) |
| 29 oktober WK 1998 kwalificatie Play-off № 41 «onderlinge duels» 18:00 uur (UTC+1) | Slaven Bilić 11' Goran Vlaović 49' |       |          | Maksimirstadion, Zagreb Toeschouwers: 28.000 Scheidsrechter: Alain Sars (FRA) |

|                                                                                     |                       |       |                 |                                                                                |
| 15 november WK 1998 kwalificatie Play-off № 42 «onderlinge duels» 19:00 uur (UTC+2) | Oekraïne              | 1 – 1 | Kroatië         | NSK Olimpiejsky, Kiev Toeschouwers: 77.500 Scheidsrechter: Rune Pedersen (NOR) |
| 15 november WK 1998 kwalificatie Play-off № 42 «onderlinge duels» 19:00 uur (UTC+2) | Andrij Sjevtsjenko 4' |       | 27' Alen Bokšić | NSK Olimpiejsky, Kiev Toeschouwers: 77.500 Scheidsrechter: Rune Pedersen (NOR) |

### 1998
|                                                                     |                        |       |                                                  |                                                                              |
| 15 juli Vriendschappelijk № 43 «onderlinge duels» 19:00 uur (UTC+3) | Oekraïne               | 1 – 2 | Polen                                            | NSK Olimpiejsky, Kiev Toeschouwers: 8.500 Scheidsrechter: Attila Juhos (HUN) |
| 15 juli Vriendschappelijk № 43 «onderlinge duels» 19:00 uur (UTC+3) | Andrij Sjevtsjenko 87' |       | 10' Mirosław Trzeciak 54' Sylwester Czereszewski | NSK Olimpiejsky, Kiev Toeschouwers: 8.500 Scheidsrechter: Attila Juhos (HUN) |

|                                                                         |                                                               |       |         |                                                                               |
| 19 augustus Vriendschappelijk № 44 «onderlinge duels» 19:00 uur (UTC+3) | Oekraïne                                                      | 4 – 0 | Georgië | NSK Olimpiejsky, Kiev Toeschouwers: 18.000 Scheidsrechter: Roman Lajuks (LAT) |
| 19 augustus Vriendschappelijk № 44 «onderlinge duels» 19:00 uur (UTC+3) | Serhij Rebrov 1' 42' Serhij Skatsjenko 57' Serhiy Kovalov 75' |       |         | NSK Olimpiejsky, Kiev Toeschouwers: 18.000 Scheidsrechter: Roman Lajuks (LAT) |

|                                                                            |                                                                 |       |                                         |                                                                              |
| 5 september EK 2000 kwalificatie № 45 «onderlinge duels» 19:00 uur (UTC+3) | Oekraïne                                                        | 3 – 2 | Rusland                                 | NSK Olimpiejsky, Kiev Toeschouwers: 82.100 Scheidsrechter: Markus Merk (GER) |
| 5 september EK 2000 kwalificatie № 45 «onderlinge duels» 19:00 uur (UTC+3) | Serhiy Popov 14' Serhij Skatsjenko 25' Serhij Rebrov 74' (pen.) |       | 67' Yevgeniy Varlamov 87' Viktor Onopko | NSK Olimpiejsky, Kiev Toeschouwers: 82.100 Scheidsrechter: Markus Merk (GER) |

|                                                                           |         |                                         |          |                                                                                                  |
| 10 oktober EK 2000 kwalificatie № 46 «onderlinge duels» 18:00 uur (UTC+2) | Andorra | 0 – 2                                   | Oekraïne | Estadi Comunal d'Aixovall, Andorra la Vella Toeschouwers: 850 Scheidsrechter: Anton Getsov (BUL) |
| 10 oktober EK 2000 kwalificatie № 46 «onderlinge duels» 18:00 uur (UTC+2) |         | 31' Vitaliy Kosovskyi 44' Serhij Rebrov |          | Estadi Comunal d'Aixovall, Andorra la Vella Toeschouwers: 850 Scheidsrechter: Anton Getsov (BUL) |

|                                                                           |                                        |       |         |                                                                              |
| 14 oktober EK 2000 kwalificatie № 47 «onderlinge duels» 19:00 uur (UTC+3) | Oekraïne                               | 2 – 0 | Armenië | NSK Olimpiejsky, Kiev Toeschouwers: 82.100 Scheidsrechter: Marcel Lică (ROU) |
| 14 oktober EK 2000 kwalificatie № 47 «onderlinge duels» 19:00 uur (UTC+3) | Serhij Skatsjenko 32' Andriy Husin 80' |       |         | NSK Olimpiejsky, Kiev Toeschouwers: 82.100 Scheidsrechter: Marcel Lică (ROU) |

### 1999
|                                                                      |         |                      |          |                                                                                             |
| 20 maart Vriendschappelijk № 48 «onderlinge duels» 20:00 uur (UTC+4) | Georgië | 0 – 1                | Oekraïne | Boris Paitsjadzestadion, Tbilisi Toeschouwers: 40.000 Scheidsrechter: Slavik Kazaryan (ARM) |
| 20 maart Vriendschappelijk № 48 «onderlinge duels» 20:00 uur (UTC+4) |         | 82' Serhiy Konovalov |          | Boris Paitsjadzestadion, Tbilisi Toeschouwers: 40.000 Scheidsrechter: Slavik Kazaryan (ARM) |

|                                                                         |           |       |          |                                                                                 |
| 27 maart EK 2000 kwalificatie № 49 «onderlinge duels» 20:45 uur (UTC+1) | Frankrijk | 0 – 0 | Oekraïne | Stade de France, Parijs Toeschouwers: 78.519 Scheidsrechter: Günter Benkö (AUT) |
| 27 maart EK 2000 kwalificatie № 49 «onderlinge duels» 20:45 uur (UTC+1) |           |       |          | Stade de France, Parijs Toeschouwers: 78.519 Scheidsrechter: Günter Benkö (AUT) |

|                                                                         |                        |       |                      |                                                                             |
| 31 maart EK 2000 kwalificatie № 50 «onderlinge duels» 19:00 uur (UTC+3) | Oekraïne               | 1 – 1 | IJsland              | NSK Olimpiejsky, Kiev Toeschouwers: 40.000 Scheidsrechter: Dani Koren (ISR) |
| 31 maart EK 2000 kwalificatie № 50 «onderlinge duels» 19:00 uur (UTC+3) | Vladyslav Vashchuk 59' |       | 66' Lárus Sigurðsson | NSK Olimpiejsky, Kiev Toeschouwers: 40.000 Scheidsrechter: Dani Koren (ISR) |

|                                                                       |                                                                         |       |         |                                                                                   |
| 5 juni EK 2000 kwalificatie № 51 «onderlinge duels» 19:00 uur (UTC+3) | Oekraïne                                                                | 4 – 0 | Andorra | NSK Olimpiejsky, Kiev Toeschouwers: 40.000 Scheidsrechter: Andreas Georgiou (CYP) |
| 5 juni EK 2000 kwalificatie № 51 «onderlinge duels» 19:00 uur (UTC+3) | Serhiy Popov 38' Serhij Rebrov 41' Yuriy Dmytrulin 56' Andriy Husin 89' |       |         | NSK Olimpiejsky, Kiev Toeschouwers: 40.000 Scheidsrechter: Andreas Georgiou (CYP) |

|                                                                       |         |       |          |                                                                                  |
| 9 juni EK 2000 kwalificatie № 52 «onderlinge duels» 19:00 uur (UTC+5) | Armenië | 0 – 0 | Oekraïne | Hrazdan Stadion, Jerevan Toeschouwers: 40.000 Scheidsrechter: Robert Boggi (ITA) |
| 9 juni EK 2000 kwalificatie № 52 «onderlinge duels» 19:00 uur (UTC+5) |         |       |          | Hrazdan Stadion, Jerevan Toeschouwers: 40.000 Scheidsrechter: Robert Boggi (ITA) |

|                                                                         |                          |       |                   |                                                                              |
| 18 augustus Vriendschappelijk № 53 «onderlinge duels» 19:00 uur (UTC+3) | Oekraïne                 | 1 – 1 | Bulgarije         | Dynamostadion, Kiev Toeschouwers: 15.000 Scheidsrechter: Romāns Lajuks (LAT) |
| 18 augustus Vriendschappelijk № 53 «onderlinge duels» 19:00 uur (UTC+3) | Serhij Rebrov 83' (pen.) |       | 90' Ivaylo Petkov | Dynamostadion, Kiev Toeschouwers: 15.000 Scheidsrechter: Romāns Lajuks (LAT) |

|                                                                            |          |       |           |                                                                              |
| 4 september EK 2000 kwalificatie № 54 «onderlinge duels» 19:00 uur (UTC+3) | Oekraïne | 0 – 0 | Frankrijk | NSK Olimpiejsky, Kiev Toeschouwers: 70.000 Scheidsrechter: Hugh Dallas (SCO) |
| 4 september EK 2000 kwalificatie № 54 «onderlinge duels» 19:00 uur (UTC+3) |          |       |           | NSK Olimpiejsky, Kiev Toeschouwers: 70.000 Scheidsrechter: Hugh Dallas (SCO) |

|                                                                          |         |                          |          |                                                                                          |
| 8 september EK 2000 kwalificatie № 55 «onderlinge duels» 18:00 uur (UTC) | IJsland | 0 – 1                    | Oekraïne | Laugardalsvöllur, Reykjavik Toeschouwers: 7.072 Scheidsrechter: Vítor Melo Pereira (POR) |
| 8 september EK 2000 kwalificatie № 55 «onderlinge duels» 18:00 uur (UTC) |         | 43' (pen.) Serhij Rebrov |          | Laugardalsvöllur, Reykjavik Toeschouwers: 7.072 Scheidsrechter: Vítor Melo Pereira (POR) |

|                                                                          |                   |       |                        |                                                                                              |
| 9 oktober EK 2000 kwalificatie № 56 «onderlinge duels» 20:00 uur (UTC+4) | Rusland           | 1 – 1 | Oekraïne               | Olympisch Stadion Loezjniki, Moskou Toeschouwers: 78.600 Scheidsrechter: David Elleray (ENG) |
| 9 oktober EK 2000 kwalificatie № 56 «onderlinge duels» 20:00 uur (UTC+4) | Valeri Karpin 76' |       | 87' Andrij Sjevtsjenko | Olympisch Stadion Loezjniki, Moskou Toeschouwers: 78.600 Scheidsrechter: David Elleray (ENG) |

|                                                                                     |                                         |       |                        |                                                                                 |
| 13 november EK 2000 kwalificatie Play-off № 57 «onderlinge duels» 19:00 uur (UTC+1) | Slovenië                                | 2 – 1 | Oekraïne               | Bežigradstadion, Ljubljana Toeschouwers: 18.000 Scheidsrechter: Urs Meier (SUI) |
| 13 november EK 2000 kwalificatie Play-off № 57 «onderlinge duels» 19:00 uur (UTC+1) | Zlatko Zahovič 53' Milenko Ačimovič 83' |       | 33' Andrij Sjevtsjenko | Bežigradstadion, Ljubljana Toeschouwers: 18.000 Scheidsrechter: Urs Meier (SUI) |

|                                                                                     |                          |       |                  |                                                                                  |
| 17 november EK 2000 kwalificatie Play-off № 58 «onderlinge duels» 19:00 uur (UTC+2) | Oekraïne                 | 1 – 1 | Slovenië         | NSK Olimpiejsky, Kiev Toeschouwers: 45.000 Scheidsrechter: Bernd Heynemann (GER) |
| 17 november EK 2000 kwalificatie Play-off № 58 «onderlinge duels» 19:00 uur (UTC+2) | Serhij Rebrov 69' (pen.) |       | 74' Miran Pavlin | NSK Olimpiejsky, Kiev Toeschouwers: 45.000 Scheidsrechter: Bernd Heynemann (GER) |

FFOe · A-internationals · Bondscoaches · Statistieken · Oekraïens vrouwenelftal · Olympisch elftal · Oekraïne U21 · Oekraïne U20 · Oekraïne U19 · Oekraïne U18 · Oekraïne U17 · Oekraïne U16
1992 – 1999 · 
2000 – 2009 · 
2010 – 2019 · 
2020 – 2029
EK's: 1992** · 
1996 · 
2000 · 
2004 · 
2008 · 
2012 · 
2016 · 
2020 · 
2024
WK's: 1994 · 
1998 · 
2002 · 
2006 · 
2010 · 
2014 · 
2018 ·
2022
1992 · 
1993 · 
1994 · 
1995 · 
1996 · 
1997 · 
1998 · 
1999 · 
2000 · 
2001 · 
2002 · 
2003 · 
2004 · 
2005 · 
2006 · 
2007 · 
2008 · 
2009 · 
2010 · 
2011 · 
2012 · 
2013 · 
2014 · 
2015 ·
2016 ·
2017 ·
2018 ·
2019 ·
2020 ·
2021
Albanië ·
Andorra ·
Armenië ·
Azerbeidzjan ·
Bahrein ·
België ·
Bosnië en Herzegovina ·
Brazilië ·
Bulgarije ·
Canada ·
Chili ·
Costa Rica ·
Cyprus ·
Denemarken ·
Duitsland ·
Engeland ·
Estland ·
Faeröer ·
Finland · 
Frankrijk ·
Georgië ·
Griekenland ·
Hongarije ·
Ierland ·
IJsland ·
Iran ·
Israël ·
Italië ·
Japan ·
Joegoslavië ·
Kameroen · 
Kazachstan ·
Kosovo ·
Kroatië ·
Letland ·
Libië ·
Litouwen ·
Luxemburg ·
Malta ·
Marokko ·
Mexico ·
Moldavië ·
Montenegro ·
Nederland ·
Nieuw-Zeeland ·
Niger ·
Nigeria ·
Noord-Ierland ·
Noord-Macedonië ·
Noorwegen ·
Oezbekistan ·
Oostenrijk ·
Polen ·
Portugal ·
Roemenië ·
Rusland ·
San Marino ·
Saoedi-Arabië ·
Schotland ·
Servië ·
Servië en Montenegro ·
Slovenië ·
Slowakije ·
Spanje ·
Tsjechië ·
Tunesië ·
Turkije ·
Uruguay ·
Verenigde Arabische Emiraten ·
Verenigde Staten ·
Wales ·
Wit-Rusland ·
Zuid-Korea ·
Zweden ·
Zwitserland
Duitsland (2016) ·
Engeland (2012) · 
Engeland (2021) ·
Frankrijk (2012) · 
Italië (2006) · 
Nederland (2021) · 
Noord-Ierland (2016) · 
Noord-Macedonië (2021) · 
Oostenrijk (2021) · 
Saoedi-Arabië (2006) ·
Spanje (2006) ·
Tunesië (2006) ·
Zweden (2012) · 
Zweden (2021) · 
Zwitserland (2006)
** = Onder de naam Gemenebest van Onafhankelijke Staten
CONMEBOL: Bolivia · Chili  · Colombia · Ecuador · Uruguay · Venezuela

UEFA: Albanië · Andorra · Armenië · Azerbeidzjan · België · Bosnië en Herzegovina · Bulgarije · Cyprus · Denemarken · (West-)Duitsland · Duitse Democratische Republiek · Engeland · Estland · Faeröer · Finland · Frankrijk · Georgië · Griekenland · Hongarije · IJsland · Ierland · Israël · Italië · Joegoslavië · Kroatië · Letland · Liechtenstein · Litouwen · Luxemburg · Malta · Moldavië · Nederland · Noord-Ierland · Noord-Macedonië · Noorwegen · Oekraïne · Oostenrijk · Polen · Portugal · Roemenië · Rusland · San Marino · Schotland · Slovenië · Slowakije · Sovjet-Unie/GOS ·  Spanje · Tsjechië · Tsjecho-Slowakije · Turkije · Wales · Wit-Rusland · Zweden · Zwitserland

AFC: Kazachstan

CAF: Madagaskar

CONCACAF: Belize · Canada